# Hippocratea crenata
Hippocratea crenata là một loài thực vật có hoa trong họ Dây gối. Loài này được K. Schum. & Loes. mô tả khoa học đầu tiên năm 1893.